# 立石鐵臣
立石 鐵臣（たていし てつおみ、1905年〈明治38年〉3月11日 - 1980年〈昭和55年〉4月9日）、日本統治時代の台湾で生まれた日本人すなわち「湾生」画家である。

## 生涯
父は台湾総督府財務局事務官や台湾瓦斯株式会社の専務を務めた立石義雄である。日本統治時代の台湾における台北市内で生まれる。1911年（明治44年）4月に台北市第二小学校（現旭小学校）に入学した。1913年（大正2年）、家族に連れられ内地に渡り、東京の日野小学校に転校した。1917年4月に明治学院中学部に入学。1921年に川端画学校に入学。1933年（昭和8年）、28歳のとき3ヶ月間台湾にて写生活動や、個展を開催した。この旅行をもとにした「萬華」、「多雲日子的河岸」、「山丘小鎮淡水」、「植物園之春」等の作品が国画会展の入選となり、同会会員に推薦された。1934年7月から1936年3月まで再び台湾を旅行した。1934年9月には、「台陽美術協会」の発起人の一人となっている。1945年の日本の敗戦時には、台湾にいたので、中華民国（国民党）政府に留用された。まず東都書籍編集や、台北師範学校の美術教師の任にあたった。1946年には師範学校教職から省立編訳館技佐となった。1947年5月からは台湾大学史学系南洋史学研究室講師となった。1948年9月からは、『公論報』において「台湾原住民族工芸図譜」を連載。10月、台湾省博覧会のために「台湾先史時代人生活復原図」を描く。同年12月日本に帰国した。1980年4月9日、肺腺癌により死去。